# Swing state

Mapa PVI Cooka na lata 2020-2024 dla wszystkich podmiotów głosujących w wyborach prezydenckich w Stanach Zjednoczonych w 2028 roku (stany, dystrykt federalny i okręgi kongresowe Maine i Nebraski)

Swing state (pol. : stan niezdecydowany, wahający się) – stan Stanów Zjednoczonych, w którym liczba demokratycznych i republikańskich wyborców jest mniej więcej taka sama. Często wynik wyborów w stanach niezdecydowanych ma istotny wpływ na wynik wyborów prezydenta Stanów Zjednoczonych.
Przeciwieństwem stanów wahających się są safe states, w których przewaga kandydata demokratów lub republikanów od wielu lat jest ugruntowana. W wyborach prezydenckich w Stanach Zjednoczonych w 2024 roku siedem stanów było powszechnie uważanych za kluczowe: Arizonę, Georgię, Michigan, Nevadę, Karolinę Północną, Pensylwanię i Wisconsin.
Ze względu na metodę "zwycięzca bierze wszystko", którą większość stanów stosuje do określenia swoich elektorów prezydenckich, kandydaci często prowadzą kampanię tylko w konkurencyjnych stanach, dlatego też wybrana grupa stanów często otrzymuje większość reklam i wizyt kandydatów. Stany "Battleground" mogą się zmieniać w niektórych cyklach wyborczych i mogą znajdować odzwierciedlenie w ogólnych sondażach, danych demograficznych i ideologicznej atrakcyjności nominowanych.

## Historia
To jest wykres swing states wykorzystujący metodologię Nate’a Silvera do określania tipping-point states, ale uwzględniający inne stany będące w ścisłej rywalizacji w ostatnich wyborach, uszeregowane według marginesu zwycięstwa. W tej metodzie stany i DC są uporządkowane według marginesu zwycięstwa, a następnie zestawiają, które stany były wymagane, aby uzyskać ponad 270 głosów elektorskich, w kolejności marginesu. Tipping-point state i kolejnych 10 stanów z bliskimi marginesami po każdej stronie jest pokazanych z perspektywy czasu jako swing states, wraz z „odchyleniem”, czyli różnicą między ostatecznym marginesem w tipping-point state a ostatecznym marginesem głosowania powszechnego. Uwzględnia to nieodłączne zalety kolegium elektorów; na przykład stan Michigan był w 2016 roku najbliżej wyniku, a Nevada była stanem najbliższym krajowego wyniku głosowania powszechnego, ale tipping pointsami, które miały największe znaczenie dla utworzenia koalicji liczącej 270 głosów elektorskich, były Wisconsin i Pensylwania.
Uwaga: Pogrubioną czcionką są oznaczone tipping-point states.
| wybory 2024       | Margines | wybory 2020       | Margines | wybory 2016       | Margines | wybory 2012       | Margines | wybory 2008       | Margines | wybory 2004   | Margines |
| ----------------- | -------- | ----------------- | -------- | ----------------- | -------- | ----------------- | -------- | ----------------- | -------- | ------------- | -------- |
| New Jersey        | 5,91%D   | New Hampshire     | 7,35%D   | Maine             | 2,96%D   | Wisconsin         | 6,94%D   | Nevada            | 12,49%D  | Pensylwania   | 2,50%D   |
| Wirginia          | 5,78%D   | Minnesota         | 7,11%D   | Nevada            | 2,42%D   | Nevada            | 6,68%D   | Pensylwania       | 10,32%D  | New Hampshire | 1,37%D   |
| Minnesota         | 4,24%D   | Michigan          | 2,78%D   | Minnesota         | 1,52%D   | Iowa              | 5,81%D   | Minnesota         | 10,24%D  | Wisconsin     | 0,38%D   |
| New Hampshire     | 2,78%D   | Nevada            | 2,39%D   | New Hampshire     | 0,37%D   | New Hampshire     | 5,58%D   | New Hampshire     | 9,61%D   | Iowa          | 0,67%R   |
| Wisconsin         | 0,87%R   | Pensylwania       | 1,16%D   | Michigan          | 0,23%R   | Pensylwania       | 5,38%D   | Iowa              | 9,53%D   | Nowy Meksyk   | 0,79%R   |
| Michigan          | 1,41%R   | Wisconsin         | 0,63%D   | Pensylwania       | 0,72%R   | Kolorado          | 5,36%D   | Kolorado          | 8,95%D   | Ohio          | 2,11%R   |
| Pensylwania       | 1,71%R   | Arizona           | 0,31%D   | Wisconsin         | 0,77%R   | Wirginia          | 3,88%D   | Wirginia          | 6,30%D   | Nevada        | 2,59%R   |
| Georgia           | 2,20%R   | Georgia           | 0,24%D   | Floryda           | 1,20%R   | Ohio              | 2,98%D   | Ohio              | 4,59%D   | Kolorado      | 4,67%R   |
| Nevada            | 3,10%R   | Karolina Północna | 1,35%R   | Arizona           | 3,55%R   | Floryda           | 0,88%D   | Floryda           | 2,82%D   | Floryda       | 5,01%R   |
| Karolina Północna | 3,21%R   | Floryda           | 3,36%R   | Karolina Północna | 3,66%R   | Karolina Północna | 2,04%R   | Indiana           | 1,03%D   | Missouri      | 7,20%R   |
| Arizona           | 5,53%R   | Teksas            | 5,58%R   | Georgia           | 5,13%R   | Georgia           | 7,82%R   | Karolina Północna | 0,33%D   | Wirginia      | 8,20%R   |
| W skali kraju     | 1,48%R   | W skali kraju     | 4,45%D   | W skali kraju     | 2,10%D   | W skali kraju     | 3,86%D   | W skali kraju     | 7,27%D   | W skali kraju | 2,46%R   |
| Odchylenie        | 0,23%R   | Odchylenie        | 3,82%R   | Odchylenie        | 2,87%R   | Odchylenie        | 1,51%D   | Odchylenie        | 1,68%D   | Odchylenie    | 0,35%D   |

1. ↑  Gdyby Donaldowi Trumpowi udało się utrzymać Georgię, Arizonę i Wisconsin, byłby remis 269–269, rozstrzygany przez Izbę Reprezentantów. Wisconsin to punkt zwrotny dla koalicji Bidena; aby uniknąć konieczności Kongresu, Trump musiałby wygrać także Pensylwanię, chociaż Trump byłby faworyzowany w Izbie ze względu na zasady rozstrzygania remisów określone w Dwunastej poprawce.
2. 1 2  W wyborach w 2016 roku były dwa możliwe tipping-point states, w zależności od sposobu ich obliczenia. Jeśli zignoruje się wiarołomnych elektorów, punktem zwrotnym w 2016 roku będzie stan Wisconsin; jeśli zostaną uwzględnione, to utrata przez Donalda Trumpa 2 elektorów od wiarołomnych elektorów oznacza, że do osiągnięcia przez jego koalicję 270 głosów elektorskich wymagana jest również Pensylwania, podczas gdy utrata 5 elektorów przez Hillary Clinton nie zmienia tego, że Wisconsin pozostaje punktem zwrotnym dla jej potencjalnej koalicji.